# Villa Rustica (Folkestone)

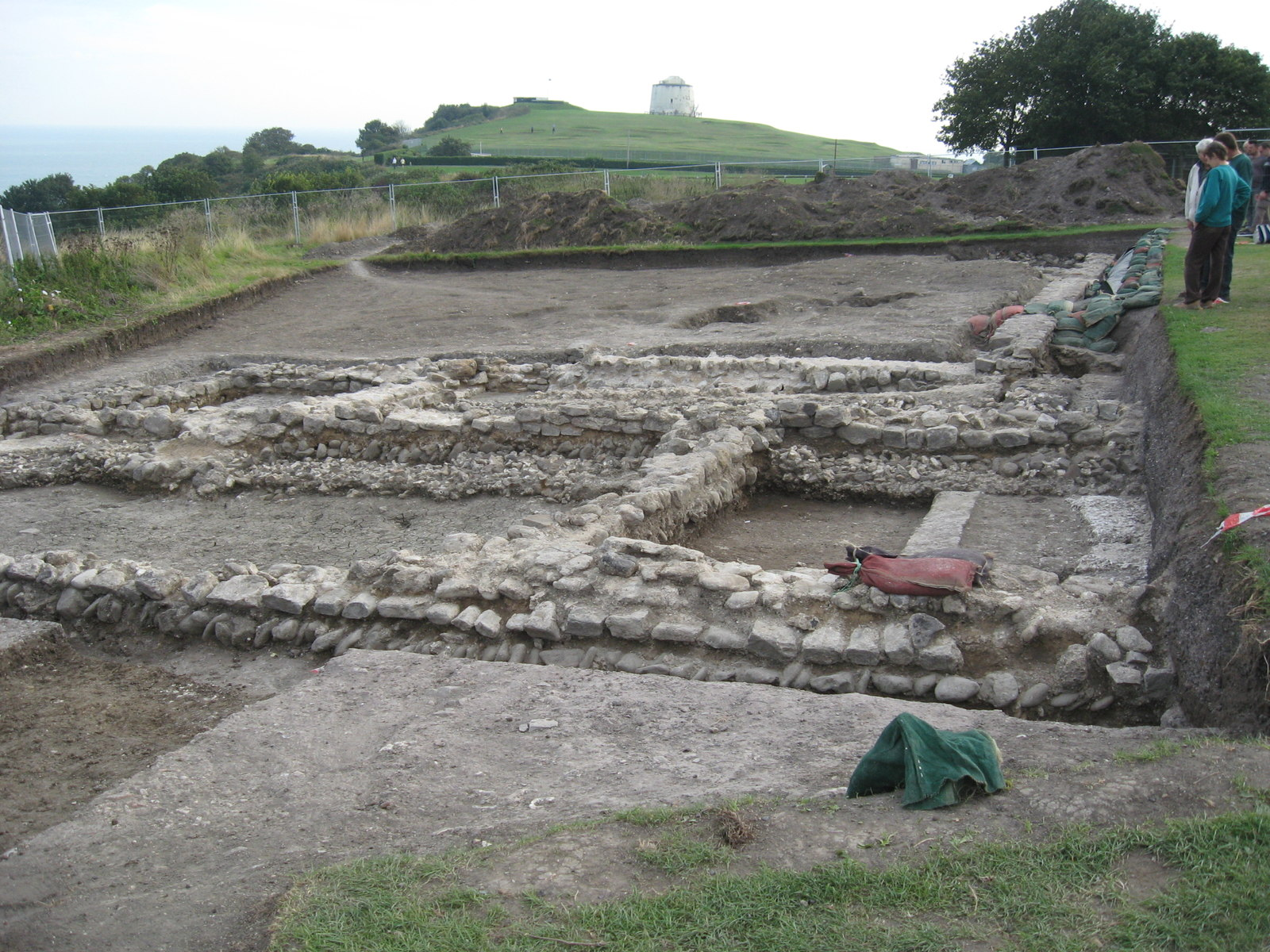
Ruinen der Villa

Bei Folkestone (Kent, England) befinden sich die Reste einer bedeutenden, direkt am Meer liegenden Villa rustica. Es wird vermutet, dass dort ein Präfekt der römischen Flotte residierte, da Ziegel der Classis Britannica verbaut wurden und der Ort nicht weit entfernt von Portus Dubris (Dover) liegt, das ein Hauptstützpunkt der Flotte war. Es konnten mehrere Bauphasen unterschieden werden. Die Villa war von etwa 100 bis 370 n. Chr. bewohnt.

## Beschreibung
Die Anlage besteht aus zwei getrennten Baugruppen. Die eigentliche Villa war ein langgestreckter Bau mit zwei Eckrisaliten und gehört damit zum Typ der Portikusvilla. Der Bau war über 50 Meter lang und hatte mehr als 25 Räume. Im hinteren Teil des Baues gab es ein Bad. Der zentrale Raum der Villa, bei dem es sich vielleicht um einen Speisesaal handelte, hatte ein Mosaik mit geometrischem Dekor. Das Mosaik ist heute verloren. Reste eines zweiten Mosaiks fanden sich im südlichen Badehaus. Es fanden sich auch Bauteile in Marmor, die die einst reiche Ausstattung untermauern.
Im Süden gab es einen zweiten Bau, der eine Badeanlage hatte, die direkt an der Steilküste des Meeres lag.
Die Villa wurde 1923 von S. E. Winbolt fast vollständig ausgegraben, der die Ergebnisse 1925 publizierte. Nachgrabungen fanden 1989 und dann nochmals 2010/2011 statt.